# Löwenfrüchtchen
Das Löwenfrüchtchen (Leocarpus fragilis) ist ein Schleimpilz aus der Familie Physaridae.

## Merkmale

### Makroskopische Eigenschaften

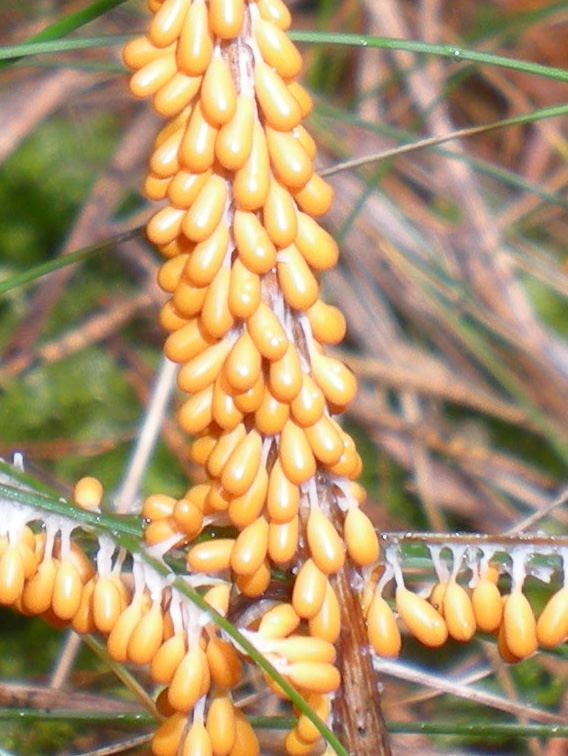
Nahaufnahme von Fruchtkörpern an Zweigen und Gräsern

Die Fruchtkörper wachsen gesellig bis dicht gedrängt in Gruppen aus zahlreichen Einzelfruktifikationen. An den Rändern solcher Ansammlungen können sie auch vereinzelt wachsen. Sie sitzen auf einer zusammengezogenen Basis oder sind gestielt. Die Fruchtkapseln sind gedrungen bis länglich eiförmig oder keulenförmig. Auch zylindrische Formen mit abgerundetem Scheitel und kegelförmiger Basis kommen vor. Manchmal sind sie seitlich eingedellt. Die Fruchtkörper sind zwei bis drei, manchmal vier Millimeter hoch und 0,6 bis 1,5 Millimeter breit. Sie besitzen eine gelbbraune bis dunkel rotbraune Farbe sowie eine glänzende Oberfläche.
Der Stiel ist schlaff und besitzt eine runzelig-faltige, oft abgeflachte Form. Er ist milchigweiß bis hellocker gefärbt. Manchmal sind mehrere Stiele häutig miteinander verwachsen. Meist liegen sie nieder und weisen eine Länge von zwei, mitunter auch drei Millimetern auf. Manchmal befinden sich die Fruchtkörper aufrecht, wobei der Stiel faltig reduziert ist. Die Unterlage (Hypothallus) ist häutig bis strähnig ausgebildet und befindet sich unter der gesamten Gruppe der Fruchtkörper. Sie ist hyalin, milchigweiß bis hellocker und geht allmählich in die Stiele über.
Die Hülle (Peridie) ist derb und besteht aus drei miteinander verbundenen Lagen. Die äußere ist glatt und glänzend, die mittlere heller, dicker und kalkhaltig. Die innere Schicht ist häutig und nahezu hyalin. Sie ist recht brüchig und reißt unregelmäßig oder lappig auf. Das Plasmodium ist gelb.

### Mikroskopische Eigenschaften
Das Capillitium bildet ein der Gattung Badhamia ähnliches dreidimensionales grobes Netz. Es ist kalkhaltig und erscheint weiß, im durchfallenden Licht gelblich. Es besteht aus Röhren, die mit einem feinen Netz aus hyalinen und kalkfreien Fäden miteinander verbunden sind. Letztere sind mit der inneren Peridie verwachsen.
Die Sporen erscheinen in Masse schwarz, im durchfallenden Licht braun. Sie sind auf einer Seite etwas heller getönt und mit erkennbaren Warzen bedeckt. Sie sind rundlich geformt und messen (11)12 bis 14(16) Mikrometer im Durchmesser.

### Ähnliche Arten
Das Löwenfrüchtchen ist kaum mit anderen Arten zu verwechseln. Flüchtig betrachtet können die Fruchtkörper für Insekteneier gehalten werden. Arten der Gattung Hemitrichia besitzen anders geformte Sporenkapseln sowie meist gelbes Capillitium und gelbe Sporen.

## Ökologie
Die Fruchtkörper erscheinen von Mai bis Dezember. Sie sind vor allem auf der Rinde und auf Reisig von Nadelholz oder in deren Streu zu finden. Seltener besiedelt der Schleimpilz Totholz von Laubbäumen, Laubstreu oder die Stängel von Krautpflanzen. Vergesellschaftungen wurden unter anderem mit Ceratiomyxa fruticulosa, Arcyria cinerea, der Gelben Lohblüte (var. rufa), Didymium megalosporum und Physarum bethelii beobachtet.

## Verbreitung
Das Löwenfrüchtchen ist weltweit und in ganz Mitteleuropa verbreitet. Gebietsweise ist es massenhaft anzutreffen.

## Systematik
Einige Autoren unterscheiden drei Formen, die sich in den Eigenschaften der Sporen unterscheiden: zwei mit freien (12–14 bzw. 15–18 µm) und eine mit Klumpen zu zwei bis vier Sporen. Diese wurden in den Niederlanden beobachtet.

## Etymologie
Die wissenschaftliche Bezeichnung der Gattung setzt sich zusammen aus den griechischen Wörtern λεῖος (leĩos) ‚glatt‘ und καρπὀς (karpós) ‚Frucht‘. Das Epitheton fragilis ist lateinisch und bedeutet „zerbrechlich“. Der deutsche Name „Löwenfrüchtchen“ ist ein Übersetzungsfehler, da der wissenschaftliche Name fälschlicherweise auf lat. leo ‚Löwe‘ zurückgeführt wurde.